# تل ساریاتن
تل ساریاتن مربوط به دوران‌های تاریخی پس از اسلام است و در شهرستان‌آباده، کیلومتری بعد از دو راهی سمیرم، کنار پل ساریاتن واقع شده و این اثر در تاریخ ۲۳ بهمن ۱۳۸۰ با شمارهٔ ثبت ۴۷۱۲ به‌عنوان یکی از آثار ملی ایران به ثبت رسیده است.